# Гірудотерапія

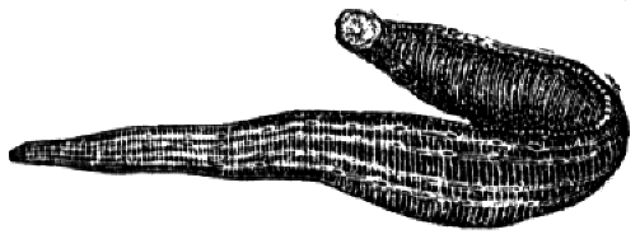
Hirudo medicinalis

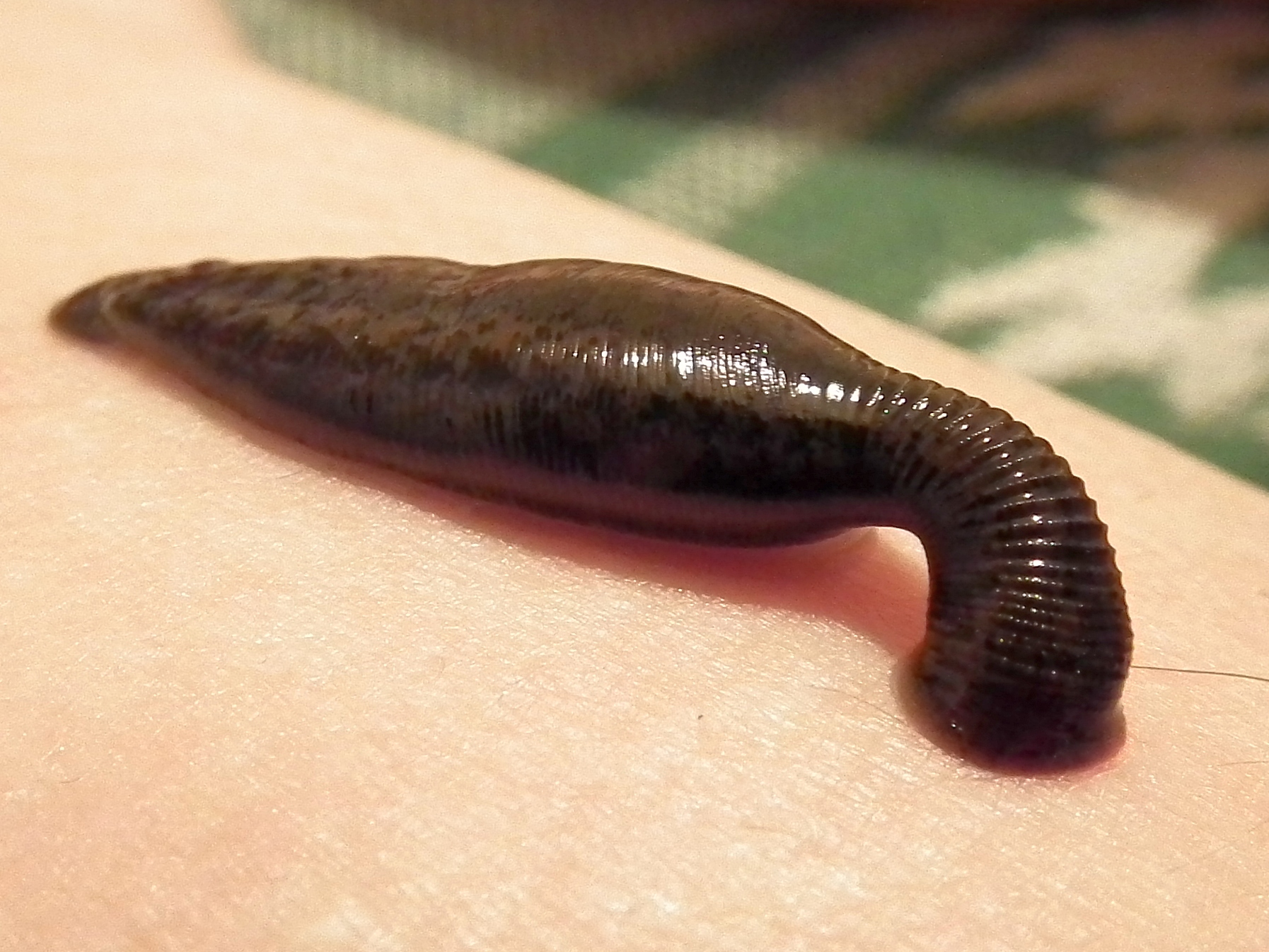
Медична п'явка в процесі смоктання

Гірудотерапія (лат. hirudo, п'явка) — метод лікування за допомогою деяких видів п'явок, відомий людині з початку цивілізації. Механізм дії цього методу лікування в основному пов'язаний з антикоагулянтом гірудин, що виділяється п'явкою в кров людини при кровосмоктанні.

## Історія
Перші зареєстровані випадки використання відомі з давньоєгипетських настінних розписів часів 18-ї династії (1550—1292 до н. е.). Автором перших письмових джерел відомостей про медичне застосування п'явок є Никандр (II ст. до н. е.). З 1-го століття нашої ери з'являється все більше письмових джерел, включаючи китайські письмена та санскритську, перську та арабську літературу. У цей період римляни дали п'явкам назву hirudo, прийняту Карлом Ліннеєм як назву одного з видів п'явок (Hirudo Linnaeus, 1758). Пліній Старший писав, що п'явки смокчуть кров і корисні при «ревматичних болях і всяких недугах і гарячках».
Привабливість п'явок змінювалася протягом історії медицини, і зараз її значення зростає. У червні 2004 року Управління з харчових продуктів і медикаментів США схвалило використання медичних п'явок, визнавши їх терапевтичним засобом.

## Використання гірудотерапії

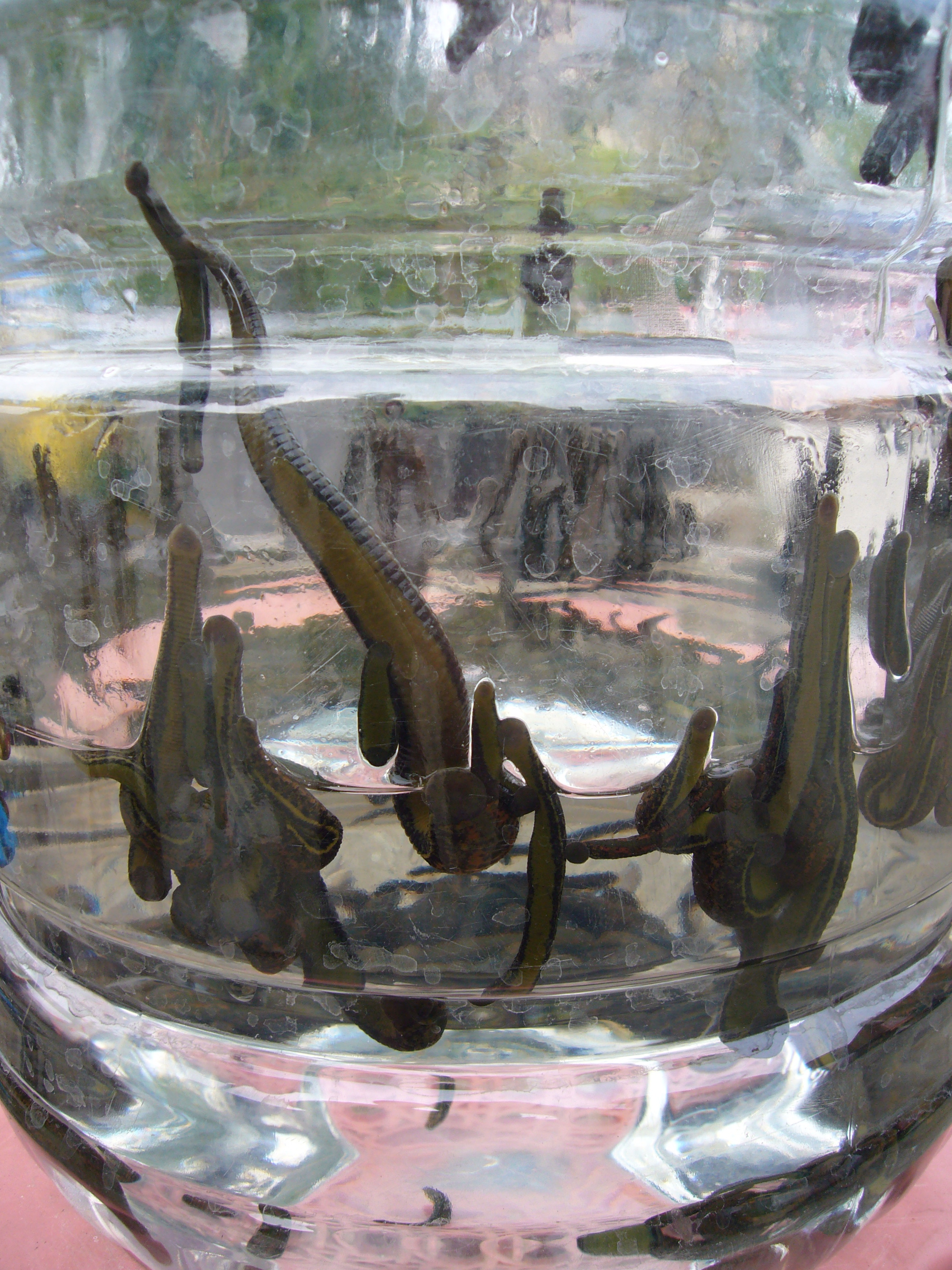
П'явки, що зберігаються в банці на стамбульському базарі

П'явок пробують використовувати при лікуванні парадентозів, остеоартрозів, безпліддя як у жінок, так і чоловіків, серед іншого при лікуванні гіпертонії та ішемічної хвороби серця, оскільки п'явки виділяють із залоз горла гірудин, який є антикоагулянтом.
На думку прихильників терапії, порізи, опіки і нагноєння краще загоюються за допомогою гірудотерапії. Ця терапія також використовується для прискорення загоєння після пластичних операцій і пересадки шкіри.

### Види п'явок
Для гірудотерапії використовують кілька видів п'явок, в основному з сімейства Hirudinidae . В даний час для цього найчастіше використовують екземпляри, виведених в стерильних культурах, хоча в Східній Європі та Азії масово отримують і дикі екземпляри. Найчастіше використовуються чотири види, які на практиці важко розрізнити неспеціалістам: азійсько-південноєвропейський Hirudo verbana, африканський Hirudo troctina, азійський Hirudo orientalis, а також вживана в багатьох країнах медична п'явка (Hirudo medicinalis, іноді продається під застарілою синонімічною назвою Hirudo officinalis), що знаходиться під суворою охороною . Два з цих видів — H. medicinalis і H. verbana — підпадають під дію положень Вашингтонської конвенції (CITES) і правил Європейського Союзу, що регулюють торгівлю видами, що знаходяться під загрозою зникнення.
Медична п'явка — єдиний представник цієї групи видів, який у природі зустрічається в Україні, Польщі (де потребує активної охорони). Для лікування використовують екземпляри, вирощені у стерильних умовах культивування, що також продиктовано гігієнічними міркуваннями.